# Chibchea
Chibchea is een geslacht van spinnen uit de familie trilspinnen (Pholcidae).

## Soorten
Het geslacht kent de volgende soorten:
- Chibchea aberrans (Chamberlin, 1916)
- Chibchea abiseo Huber, 2000
- Chibchea araona Huber, 2000
- Chibchea elqui Huber, 2000
- Chibchea ika Huber, 2000
- Chibchea malkini Huber, 2000
- Chibchea mapuche Huber, 2000
- Chibchea mateo Huber, 2000
- Chibchea mayna Huber, 2000
- Chibchea merida Huber, 2000
- Chibchea picunche Huber, 2000
- Chibchea salta Huber, 2000
- Chibchea silvae Huber, 2000
- Chibchea tunebo Huber, 2000
- Chibchea uru Huber, 2000
- Chibchea valle Huber, 2000